# 香港2021年度授勳及嘉獎名單
香港2021年授勳名單於2021年7月1日及11月15日於憲報刊登，共747人獲得特區政府行政長官頒授勛銜及作出嘉獎，勳銜頒授典禮於11月20日至22日在香港禮賓府舉行。

## 授勳及嘉獎名單

### 大紫荊勳章
- 張舉能首席法官，大紫荊勳賢
- 鄭若驊司長，大紫荊勳賢，GBS，SC，JP
- 周松崗議員，大紫荊勳賢，GBS，JP
- 葉劉淑儀議員，大紫荊勳賢，GBS，JP
- 陳振彬博士，大紫荊勳賢，GBS，JP
- 蔡冠深博士，大紫荊勳賢，GBS，JP
- 盧文端博士，大紫荊勳賢，GBS，JP

### 金紫荊星章
- 黃國健議員，GBS，JP
- 盧偉國議員博士工程師，GBS，MH，JP
- 楊振權法官，GBS
- 麥偉德（英语：Ian McWalters）法官，GBS，SC，JP
- 張琼瑤女士，GBS，JP
- 謝凌潔貞女士，GBS，JP
- 容偉雄先生，GBS，JP
- 馮程淑儀女士，GBS，JP
- 鄭美施女士，GBS，JP
- 林世雄先生，GBS，JP
- 王惠貞女士，GBS，JP
- 余鵬春先生，GBS，JP
- 邱浩波先生，GBS，MH，JP
- 陳弘毅教授，GBS，JP
- 鄧清河先生，GBS，JP
- 李家誠先生，GBS，JP
- 姚志勝先生，GBS，JP
- 江樂士（英语：Grenville Cross）先生，GBS，SC

### 金英勇勳章
- 林婉儀女士（追授），MBG

### 銀紫荊星章
- 鄧以海先生，SBS，CDSM
- 陳克勤議員，SBS，JP
- 姚思榮議員，SBS
- 王沛詩女士，SBS，JP
- 李應生先生，SBS，MH，JP
- 陳志球博士，SBS，JP
- 陳建強醫生，SBS，JP
- 李啟榮先生，SBS，JP
- 林余家慧女士，SBS，JP
- 林定國先生，SBS，SC，JP
- 黃天祐博士，SBS，JP
- 黃永光先生，SBS，JP
- 黃仲良先生，SBS，JP
- 黃成禧先生，SBS，JP
- 蔡立耀先生，SBS，JP
- 鄭翔玲女士，SBS，JP
- 支志明教授，SBS
- 沙意先生，SBS，MH（Mr Saeed UDDIN）
- 葉惠康博士，SBS，MH
- 蘇陳偉香女士，SBS
- 馮秀娟女士，SBS
- Sir Howard NEWBY（英语：Howard Newby），SBS，CBE，DL

### 銀英勇勳章
- 孫偉薇女士，MBS
- 雷俊傑先生，MBS
- 黎遨遊先生，MBS
- 盧秉善先生，MBS (Mr Adam Alexander ROBERTS)

### 紀律部隊及廉政公署卓越獎章
香港警察卓越獎章
- 蕭澤頤先生，PDSM，PMSM
- 劉賜蕙女士，PDSM，PMSM
- 郭蔭庸先生，PDSM
- 郭柏聰先生，PDSM
- 關翠貞女士，PDSM

香港消防事務卓越獎章
- 曾永鴻先生，FSDSM
- 曾敏霞女士，FSDSM
- 楊恩健工程師，FSDSM

香港入境事務卓越獎章
- 何家榮先生，IDSM
- 陳天賜先生，IDSM

香港海關卓越獎章
- 譚溢強先生，CDSM，CMSM
- 譚素瑩女士，CDSM

香港懲教事務卓越獎章
- 林惠安先生，CSDSM
- 黃國興先生，CSDSM
- 溫明淇先生，CSDSM

政府飛行服務隊卓越獎章
- 陳家陶機長，GDSM，MBB

香港廉政公署卓越獎章
- 唐永德先生，IDS
- 霍廣文先生，IDS

### 銅紫荊星章
- 梁德華先生，BBS，MH
- 杜惠愷先生，BBS，JP
- 陳偉明先生，BBS，MH，JP
- 傅浩堅教授，BBS，MH，JP
- 鄧開荣先生，BBS，MH，JP
- 沈豪傑先生，BBS，JP
- 何作柱先生，BBS，JP
- 吳宗權先生，BBS，JP
- 李家駒博士，BBS，JP
- 李鑾輝先生，BBS，JP
- 唐躍峯先生，BBS，JP
- 梁宏正先生，BBS，JP
- 陳健平先生，BBS，JP
- 華雲生教授，BBS，JP
- 黃傑龍先生，BBS，JP
- 楊光艷女士，BBS，JP
- 葉傲冬先生，BBS，JP
- 劉麥嘉軒女士，BBS，JP
- 蘇彰德先生，BBS，JP
- 林玉珍女士，BBS，MH
- 王春輝先生，BBS，MH
- 莊任明先生，BBS，MH
- 莫華倫先生，BBS，MH
- 陳建業先生，BBS，MH
- 陳崇業先生，BBS，MH
- 馮翠屏女士，BBS，MH
- 錢曼娟女士，BBS，MH
- 張少猷工程師，BBS
- 謝冰心女士，BBS
- 文頴怡女士，BBS
- 何超鳳女士，BBS
- 區潔英女士，BBS
- 康陳翠華女士，BBS
- 梁慶儀女士，BBS
- 許葉明芳博士，BBS
- 陳毅生先生，BBS
- 彭慧冰博士，BBS
- 黃錦良先生，BBS
- 楊芷蘭女士，BBS
- 潘偉強工程師，BBS
- 簡嘉輝先生，BBS

### 銅英勇勳章
- 何思駿先生，MBB
- 吳凱健先生，MBB
- 梁志恒先生，MBB
- 莊小龍先生，MBB

### 紀律部隊及廉政公署榮譽獎章
香港警察榮譽獎章
- 江學禮先生，PMSM
- 周一鳴先生，PMSM
- 莫慶榮先生，PMSM
- 劉鳳霞女士，PMSM
- 方健雄先生，PMSM
- 老鳳儀女士，PMSM
- 何建華先生，PMSM
- 李肇權先生，PMSM
- 李慶洋先生，PMSM
- 韋能治先生，PMSM（Mr Bradley Stephen WRIGHT）
- 張永勤先生，PMSM
- 張建祥先生，PMSM
- 莫瑞明先生，PMSM
- 黃君量先生，PMSM
- 黃志光先生，PMSM
- 黃美愉女士，PMSM
- 楊耀宗先生，PMSM
- 蒲理正先生，PMSM（Mr Angus Guy PULLINGER）
- 趙慧寶女士，PMSM
- 劉富華先生，PMSM
- 盧志聖先生，PMSM
- 謝名揚先生，PMSM

香港消防事務榮譽獎章
- 張德華先生，FSMSM
- 盧科璋先生，FSMSM
- 杜德維先生，FSMSM
- 張偉新先生，FSMSM
- 曾達明先生，FSMSM
- 黃向榮先生，FSMSM
- 楊儉生先生，FSMSM
- 謝子健先生，FSMSM

香港入境事務榮譽獎章
- 丘文聰先生，IMSM
- 何仕森先生，IMSM
- 梁靜儀女士，IMSM
- 麥建其先生，IMSM
- 熊永強先生，IMSM

香港海關榮譽獎章
- 吳華成先生，CMSM
- 李德信先生，CMSM
- 徐家亮先生，CMSM
- 潘鳳蓮女士，CMSM
- 黎嘉樂先生，CMSM

香港懲教事務榮譽獎章
- 布慶全先生，CSMSM
- 林賜良先生，CSMSM
- 陳玉蓮女士，CSMSM
- 陳志禮先生，CSMSM
- 陳偉元先生，CSMSM

政府飛行服務隊榮譽獎章
- 周偉良先生，GMSM

香港廉政公署榮譽獎章
- 江以藻先生，IMS
- 賈允誠先生，IMS（Mr Sudhir Gulab GIDWANI）
- 賈允寧先生，IMS（Mr Anoop Gulab GIDWANI）

### 榮譽勳章
- 戴樂群醫生，MH，JP
- 何鉅業先生，MH，JP
- 容樹恒教授，MH，JP
- 陳繼宇博士，MH，JP
- 陸地博士，MH，JP
- 黃少康先生，MH，JP
- 劉健華博士，MH，JP
- 黃文漢先生，MH
- 符碧珍女士，MH
- 陳耀雄先生，MH
- 鄧家良先生，MH
- 余智榮先生，MH
- 車淑梅女士，MH
- 周松東先生，MH
- 林國明先生，MH
- 林耀文先生，MH
- 張樞宏先生，MH
- 曾自香女士，MH
- 黃火金女士，MH
- 鄒秉恩先生，MH
- 劉珮珊女士，MH
- 劉偉健先生，MH
- 蔡錦光先生，MH
- 鄧卓然先生，MH
- Dr Rizwan ULLAH，MH
- 丁江浩先生，MH
- 丁晨女士，MH
- 伍清華先生，MH
- 何嘉坤女士，MH
- 余世欽工程師，MH
- 吳光銘先生，MH
- 吳國豪工程師，MH
- 李文龍先生，MH
- 李玉佩女士，MH
- 李玉國教授，MH
- 沈之弘醫生，MH
- 冼漢廸先生，MH
- 冼權鋒教授，MH
- 林志挺先生，MH
- 林奕權先生，MH
- 林偉江先生，MH
- 姚銘先生，MH
- 胡永祥教授，MH
- 馬偉雄先生，MH
- 張彤教授，MH
- 張敬川先生，MH
- 梁中寶先生，MH
- 梁國基先生，MH
- 畢堅文先生，MH（Mr Mohamed Din BUTT）
- 連喜慶先生，MH
- 郭岳忠先生，MH
- 郭詩慧女士，MH
- 陳欣耀先生，MH
- 陳家珮女士，MH
- 陳毅宇先生，MH
- 陳錦榮先生，MH
- 陳擷霞女士，MH
- 麥志強博士，MH
- 麥志豪先生，MH
- 麥毓錦先生，MH
- 馮英偉先生，MH
- 馮瑪莉女士，MH
- 黃元弟先生，MH
- 黃平先生，MH
- 黃國恩博士，MH
- 黃德森先生，MH
- 黃醒林先生，MH
- 黃顯榮先生，MH
- 楊宇思博士，MH
- 楊瑞良先生，MH
- 葉文斌先生，MH
- 葉奕成先生，MH
- 雷啟蓮女士，MH
- 劉瑞儀女士，MH
- 劉寶芝女士，MH
- 歐振成先生，MH
- 歐智樂先生，MH（Mr Justin D' AGOSTINO）
- 蔡少峰先生，MH
- 鄧慕蓮博士，MH
- 鄭智賢先生，MH
- 羅婉文女士，MH
- 譚兆成先生，MH
- 蘇栢燦先生，MH

### 行政長官社區服務獎狀
- 張培剛先生
- 丁潔玫女士
- 王吉顯先生
- 王姿潞女士
- 何廸夫先生
- 吳澤森先生
- 吳靜玲女士
- 李少文先生
- 李立志先生
- 李志榮先生
- 李思敏女士
- 李堃銘 （焜明）先生
- 李莉女士
- 李賢珍女士
- 李穎詩女士
- 李麗容女士
- 汪紅女士
- 周尚文先生
- 周雪鳳女士
- 侯榮光先生
- 姜淑敏女士
- 施生弟先生
- 徐美惠女士
- 翁燕玲女士
- 馬家慧女士
- 張桂英女士
- 張德偉先生
- 張毅先生
- 梁大衛先生
- 梁卓賢先生
- 梁秉堅先生
- 梁燕珍女士
- 莫家豪教授
- 莫潤輝牧師
- 許菁女士
- 陳浩庭先生
- 陳國寧先生
- 陳婉芬女士
- 陳婉儀女士
- 陳嘉麗女士
- 陳漢民先生
- 陳賢豪先生
- 陳穎欣女士
- 温啟明先生
- 馮壽如先生
- 黃欣欣女士
- 黃建強先生
- 黃慧群教授
- 楊上進先生
- 葉俊遠先生
- 葉椿春女士
- 劉少坤女士
- 劉美璐女士
- 劉淑嫻女士
- 歐志輝先生
- 蔡子健先生
- 鄧秀玲女士
- 鄧鳳琪女士
- 鄭明哲先生
- 黎木金先生
- 蕭志成博士
- 鮑銘康先生
- 謝永恒先生
- 謝景華先生
- 謝曉虹女士
- 鍾頴欣女士
- Mr Gurmel SINGH

下列嘉獎人士在應對2019冠狀病毒病疫情的工作方面，貢獻良多，特頒獎狀，以示嘉勉：
- 羅仁禮先生，MH，JP
- 潘廣萬先生，CSMSM
- 胡德超醫生
- 丁嘉慧女士
- 文浩然先生
- 方翔先生
- 王志德醫生
- 王沛驊先生
- 王偉平先生
- 王 群博士
- 司徒建華先生
- 伍庭欣女士
- 伍慧芸女士
- 朱毅剛先生
- 吳家文先生
- 吳國熙先生
- 吳彩華先生
- 吳瑋倫先生
- 吳道賓博士
- 吳毅明先生
- 吳麗明女士
- 李立業醫生
- 李姝嫻女士
- 李景雲先生
- 李謙彥先生
- 李寶雄先生
- 汪紫璇女士
- 肖勝藍博士
- 姚兆偉先生
- 姚麗萍女士
- 范偉祥先生
- 唐志鴻博士
- 徐梓軒先生
- 徐曉慶女士
- 區家建先生
- 張玉琳女士
- 張英琪女士
- 張程先生
- 張楠博士
- 曹育強醫生
- 梁永鴻博士
- 梁玉池先生
- 梁好有女士
- 梁志偉先生
- 梁銘恩女士
- 梁潤豪先生
- 莊惠明先生
- 許偉廷先生
- 許綽妍女士
- 郭婉恩女士
- 郭翠姿女士
- 陳文俊醫生
- 陳仲文工程師
- 陳長有先生
- 陳栢濤先生
- 陳雯昭女士
- 陳達榮先生
- 陳嘉輝先生
- 陳耀民先生
- 麥智恒先生
- 彭勃先生
- 曾愷玲女士
- 湯思敏女士
- 程盼女士
- 越毅強先生
- 馮美珠女士
- 馮英蓮女士
- 黃婷欣女士
- 黃麗珊女士
- 黃歡華先生
- 楊斌醫生
- 楊維德醫生
- 楊璵女士
- 葉彤芬女士
- 葉植恩博士
- 葉錦棠先生
- 葉錦蘭女士
- 賈偉先生
- 雷沛然先生
- 趙鵬程博士
- 潘家輝先生
- 鄧妤博士
- 鄧智聰先生
- 鄧頌軒先生
- 鄭宏先生
- 鄭志雄醫生
- 鄭夏婉女士
- 黎少斌先生
- 黎振偉先生
- 戴愷樺女士
- 繆特先生
- 謝勰文醫生
- 鍾展超先生
- 鄺文影女士
- 譚綺君女士
- 關寶珊女士
- 蘇勇燕女士
- Dr Rodney Allan LEE

### 行政長官公共服務獎狀
- 丁國榮博士
- 王忠巡先生
- 王智榮先生
- 伍朗廷先生
- 呂嬋鳳女士
- 李嘉豪先生
- 周天行先生
- 林新維先生
- 原慧嫻女士
- 徐湘兒女士
- 馬偉德先生 (Mr Alick Bryce McWHIRTER)
- 張國良先生
- 梁文豐先生
- 梁金全先生
- 梁美賢女士
- 梅基發先生
- 陳錦清女士
- 彭士印先生
- 楊美琪女士
- 蔡棟雄先生
- 蕭敏鏇女士
- 鍾詠敏女士
- 羅越榮博士
- 譚芷菁女士

下列嘉獎人士在應對2019冠狀病毒病疫情的工作方面，貢獻良多，特頒獎狀，以示嘉勉：
- 王秀慧女士，JP
- 左健蘭女士，JP
- 余健強先生，JP
- 李慧婷女士，JP
- 張佩蓮女士，JP
- 陳志剛先生，JP
- 陳尚文先生，JP
- 陳信禧先生，JP
- 黃昕然先生，JP
- 黃智華先生，JP
- 蔡敏君女士，JP
- 張靜女士，PDSM
- 陳綺麗女士，PMSM
- 譚熾成先生，IMSM
- 汪威遜先生
- 孔慶勳女士
- 方婉儀女士
- 王尹靖工程師
- 王煒楠先生
- 王肇佳先生
- 丘卓希女士
- 丘健文先生
- 丘紹箕先生
- 甘智霖工程師
- 石俊文先生
- 石建騰工程師
- 石政偉先生
- 伍家康先生
- 伍恩琪女士
- 朱敏超先生
- 江少明醫生
- 江永明醫生
- 江何素珊女士
- 江景棠先生
- 江慧敏女士
- 何金惠醫生
- 何美玲女士
- 何英傑工程師
- 何偉雄工程師
- 何達銘先生
- 佘釗雄先生
- 余妙偉先生
- 余秋萍女士
- 余偉傑先生
- 余雯芝女士
- 吳天倫先生
- 吳家泳工程師
- 吳浩楠先生
- 吳海洋先生
- 吳偉龍先生
- 吳焯瀚先生
- 吳嘉聰先生
- 吳慧妍博士
- 吳燦興先生
- 吳鴻才先生
- 吳檬希工程師
- 吳礎濱先生
- 李允瑜女士
- 李匡豐先生
- 李志銘先生
- 李亮嶠先生
- 李倩文女士
- 李家樂先生
- 李彧孜工程師
- 李振標先生
- 李啟賢先生
- 李榮達先生
- 李劍虹先生
- 李潛穎女士
- 李穎詩女士
- 李翺全先生
- 李耀興先生
- 杜美琪醫生
- 杜潤昌先生
- 汪美玲女士
- 沈文龍先生
- 沈立志先生
- 冼霞平女士
- 周志銘先生
- 周佩玉女士
- 周尚志工程師
- 周冠棠先生
- 周政言先生
- 周浩賢先生
- 周敏翹女士
- 周鳳萍女士
- 周震揚先生
- 周穗平工程師
- 林子權先生
- 林文儀女士
- 林方達先生
- 林永祥先生
- 林志明先生
- 林秀雄先生
- 林建威工程師
- 林庭瀚先生
- 林恩傑先生
- 林振輝先生
- 林浩然先生
- 林偉雄先生
- 林國偉先生
- 林瑞心女士
- 林緻賢女士
- 林鋭鋒先生
- 林澤森先生
- 侯建文工程師
- 施金梭先生
- 施培康工程師
- 施輝雁先生
- 胡偉軍先生
- 凌兆年先生
- 唐紹康先生
- 孫志華先生
- 容兆邦先生
- 徐逸先生
- 徐燕華先生
- 袁思俊先生
- 袁悅欣女士
- 袁嘉諾先生
- 馬浩霆先生
- 馬敏為先生
- 馬詩菀女士
- 高怡慧女士
- 高偉正工程師
- 高啟嫻女士
- 區健偉先生
- 區頴恩女士
- 崔燿宗先生
- 張仲誠先生
- 張志滔先生
- 張良鈺女士
- 張宜偉先生
- 張承熙先生
- 張國威先生
- 張敏筠女士
- 張富強工程師
- 張萃麟女士
- 張嘉倩女士
- 張嘉進先生
- 張慧萍女士
- 梁大偉先生
- 梁威麟先生
- 梁家俊先生
- 梁健德先生
- 梁啓明博士
- 梁國健先生
- 梁雲祥先生
- 梁詩韻醫生
- 梁樂友先生
- 梁瀚雲工程師
- 莊炳強先生
- 莫鑑深先生
- 許家熙先生
- 許毓麟先生
- 許綺惠女士
- 郭明輝先生
- 郭思明女士
- 郭銨淇女士
- 陳子路先生
- 陳天志先生
- 陳玉屏女士
- 陳志威先生
- 陳志偉先生
- 陳沛言女士
- 陳秉政先生
- 陳金泉先生
- 陳彥成先生
- 陳柏佳先生
- 陳柏林先生
- 陳家浩先生
- 陳朗陽先生
- 陳偉強先生
- 陳健勤工程師
- 陳啟豪先生
- 陳梓肇先生
- 陳創麗女士
- 陳雋羲先生
- 陳新源先生
- 陳煒堂工程師
- 陳詩濤先生
- 陳嘉傑先生
- 陳廣興先生
- 陳慧詩女士
- 陳樂暉工程師
- 陳薏子女士
- 陸佩賢女士
- 麥迪泓先生
- 勞瑞蓮女士
- 曾文峰工程師
- 曾淑儀女士
- 曾維禮先生
- 曾艷霜女士
- 温健雄工程師
- 游錦鈿先生
- 湯思進先生
- 湯發強先生
- 程子翔先生
- 覃光旻醫生
- 馮永昌工程師
- 馮均樂先生
- 馮漢聰先生
- 馮慶琛女士
- 馮鎮江先生
- 馮耀文工程師
- 黃少光先生
- 黃少良先生
- 黃少芬女士
- 黃永志先生
- 黃何詠詩女士
- 黃君彥先生
- 黃廷軒先生
- 黃俊英女士
- 黃浩文先生
- 黃浩龍先生
- 黃啟泰先生
- 黃淑芬女士
- 黃華德先生
- 黃詠彤女士
- 黃嘉裕先生
- 黃銘澄女士
- 楊日堃先生
- 楊向明先生
- 楊戎博士
- 楊泉清先生
- 楊朗恒先生
- 楊偉民先生
- 楊敬安先生
- 楊曉彤女士
- 葉心醫生
- 葉兆强先生
- 葉浩東先生
- 葉鳳嬌女士
- 葉慧女士
- 葉學山工程師
- 葉麗蓉女士
- 廖若男女士
- 廖家兒女士
- 廖福英女士
- 管智悅先生
- 翟敏莉女士
- 劉小玲女士
- 劉志勤先生
- 劉明輝醫生
- 劉秉權先生
- 劉振威先生
- 劉健文先生
- 劉健生醫生
- 劉敏維醫生
- 劉該得先生
- 劉達光博士
- 劉興廣先生
- 劉鍵衡先生
- 劉耀文先生
- 歐家榮醫生
- 潘凱玲女士
- 潘誌謙先生
- 蔡天衛先生
- 蔡偉麟先生
- 蔣偉根女士
- 鄧再展先生
- 鄧承恩先生
- 鄧柏安先生
- 鄧振光先生
- 鄧浩麟工程師
- 鄧榮華先生
- 鄭美玲女士
- 鄭捷輝先生
- 鄭淑芳工程師
- 鄭煒森先生
- 鄭鈺葉女士
- 黎健榮先生
- 黎基正先生
- 黎清文女士
- 黎瑋筠女士
- 黎寶儀女士
- 禤志聰先生
- 盧卓浩醫生
- 盧淑儀女士
- 盧廣祥先生
- 盧錦鋒機長
- 賴家恒先生
- 賴雪芬女士
- 霍偉佳先生
- 駱兆倫先生
- 駱家偉工程師
- 駱健斌先生
- 龍冠東先生
- 戴立科工程師
- 謝冠鴻工程師
- 謝錦城先生
- 鍾智偉先生
- 鄺淑真女士
- 鄺紹斌先生
- 鄺創基先生
- 鄺雅明醫生
- 鄺豪傑先生
- 羅汝鈞先生
- 羅美斯女士
- 羅耀華先生
- 譚佩怡女士
- 譚佩英女士
- 譚怡仲女士
- 譚詠堃女士
- 譚楚翹先生
- 譚嘉渭醫生
- 關珮賢女士
- 關耀基醫生
- 嚴子閣先生
- 嚴妙玲女士
- 蘇子正先生
- 蘇雲智先生

另外，因應港區國安法生效，為表揚对維護國家安全的重大貢獻，行政長官破例於2021年2月9日向七名現任和前任高級警務人員頒發行政長官公共服務獎狀，大多數人員與警方國安處有關。
- 盧偉聰，GBS，PDSM，PMSM，JP，前警務處處長
- 鄧炳強，PDSM，PMSM，警務處處長
- 劉賜蕙，PDSM，PMSM，警務處副處長（國家安全）
- 蔡展鵬，PDSM，國家安全處處長
- 簡啟恩，PMSM，警務處助理處長（國家安全1）
- 江學禮，PMSM，警務處助理處長（國家安全2）
- 李桂華，PMSM，國家安全處高級警司